# Sanrafaelia ruffonammari
Sanrafaelia ruffonammari là loài thực vật có hoa duy nhất thuộc chi Sanrafaelia trong họ Na (Annonaceae). Loài này được Bernard Verdcourt mô tả khoa học đầu tiên năm 1996 khi ông mô tả chi này.
Loài cây bụi (hay cây gỗ nhỏ) này mọc trong các khu rừng ven sông vùng đất thấp, dưới tán các loài thuộc các chi Antiaris, Sorindeia, Synsepalum, Barringtonia, Angylocalyx và Cola scheffleri nhưng che phủ các loài cây thuộc chi Costus, Mesogyne. Ghi nhận có trong các khu bảo tồn rừng Kwamngumi và Mlinga ở Tanzania.